# Physoconops brachyrhynchus
Physoconops brachyrhynchus är en tvåvingeart som först beskrevs av Macquart 1843.  Physoconops brachyrhynchus ingår i släktet Physoconops och familjen stekelflugor. Inga underarter finns listade i Catalogue of Life.